# کنسولگری سابق روسیه در تبریز
کنسولگری روسیه در تبریز در بستر باغ پر وسعت واقع در پشت درمانگاه شیروخورشید پیشین و بیمارستان سینا کنونی می‌باشد، ساختمان کنسولگری فدراسیون روسیه دیپلماتیک و سیاسی در منطقه مارالان تبریز زیر نظر سفارت روسیه در تهران همچنان به فعالیت کنسولی می‌پردازد.
زمین‌ها و باغ پروسعت محیط پیرامون ساختمان دیرپای کنسولگری روسیه از دهه‌های گذشته به عنوان یکی از سرسبزترین اماکن شهر تبریز بوده، باغ و بنای قدیمی کنسولگری فدراسیون روسیه در خیابان مارالان یا خیابان ثریا و به نام امروزی خیابان شهید منتظری، واقع می‌باشد و از سالیان گذشته محل انجام خدمات کنسولی بوده ولی از پایان دهه هشتاد خورشیدی خدمات کنسولی در این مکان به ندرت و به نسبت گذشته بسیار کمتر انجام می‌پذیرد اما سرکنسول روسیه به همراه تنی چند از کارمندان کنسولگری امروزه در یک واحد بنای دیرینه ساخت واقع در مرکز باغ بسیار بزرگ کنسولگری فدراسیون روسیه مستقر می‌باشند. در درازای سالیان گذشته به ویژه از نخستین سال‌های دهه ۹۰ خورشیدی بسیاری از درختان میوه باغ بزرگ و پوشش گیاهی زمین‌های پر وسعت کنسولگری روسیه به دلیل عدم رسیدگی و آبیاری بموقع در فصل تابستان از بین رفته‌اند. در حال حاضر مأمورین پاسگاه ۱۱ انتظامی تبریز وظیفه پاسداری از امنیت باغ بزرگ کنسولگری فدراسیون روسیه را بر عهده دارند.